# Allemant (Marne)
Allemant is een gemeente in het Franse departement Marne (regio Grand Est) en telt 153 inwoners (2004). De plaats maakt deel uit van het arrondissement Épernay.

## Geografie
De oppervlakte van Allemant bedraagt 16,4 km², de bevolkingsdichtheid is 9,3 inwoners per km².
De onderstaande kaart toont de ligging van Allemant (Marne) met de belangrijkste infrastructuur en aangrenzende gemeenten.

## Demografie
Onderstaande figuur toont het verloop van het inwonertal (bron: INSEE-tellingen).